# Puria dorsalis
Genre
Espèce
Synonymes
- Assamia dorsalis Roewer, 1915

Puria dorsalis, unique représentant du genre Puria, est une espèce d'opilions laniatores de la famille des Assamiidae.

## Distribution
Cette espèce est endémique d'Inde. Elle se rencontre en Odisha et au Maharashtra.

## Description
Le syntype mesure 5 mm.

## Systématique et taxinomie
Cette espèce a été décrite sous le protonyme Assamia dorsalis par Roewer en 1915. Elle est placée dans le genre Puria par Roewer en 1923.

## Publications originales
- Roewer, 1915 : « Fünfzehn neue Opilioniden. » Archiv für Naturgeschichte, sér. A, vol. 80, no 9, p. 106–132 (texte intégral).
- Roewer, 1923 : Die Weberknechte der Erde. Systematische Bearbeitung der bisher bekannten Opiliones. Gustav Fischer, Jena, p. 1-1116 (texte intégral).